# Accordo europeo relativo al trasporto internazionale su strada delle merci pericolose
     Firmatari dell'ADR.
     Non firmatari.

Firmatari dell'ADR.
Non firmatari.

Targa per il trasporto di esplosivi

L'Accordo europeo relativo al trasporto internazionale su strada delle merci pericolose (in lingua inglese European Agreement concerning the International Carriage of Dangerous Goods by Road), detto ADR dal francese Accord européen relatif au transport international des marchandises Dangereuses par Route, è l'accordo europeo relativo ai trasporti internazionali di merci pericolose su strada, siglato a Ginevra il 30 settembre 1957 sotto gli auspici della Commissione Economica per l’Europa dell’ONU (UNECE), ed entrato in vigore il successivo 29 gennaio 1968.
l'Accordo stesso è stato emendato da un Protocollo che modifica l'articolo 14, fatto a New York il 21 agosto 1975, il quale è entrato in vigore il successivo il 19 aprile 1985. Parallelamente, in Italia l’ADR è stato recepito nell’ordinamento attraverso la legge 12 agosto 1962 n. 1839.
Dall'aggiornamento del 1º gennaio 2021 (ADR 2021), ha perso l'aggettivo "europeo" nel nome, diventando Accordo relativo al trasporto internazionale su strada delle merci pericolose, dato il sempre maggior numero di paesi non europei che hanno deciso di adottarlo. Si è deciso dunque di dar seguito allo spirito di apertura dell'Accordo, espresso chiaramente nel suo art. 6.
Questa decisione è stata presa in occasione della Conferenza delle Parti Contraenti il 13 maggio 2019, attraverso l’adozione di uno specifico Protocollo che non ha avuto successive obiezioni alla proposta di modifica.

## Premesse
Il trasporto su strada delle merci pericolose, così come quello effettuato attraverso altre modalità, è di fondamentale importanza per l’industria ed il commercio sia in ambito nazionale sia internazionale.
Per questo motivo, è importante creare le condizioni quanto più favorevoli per la movimentazione delle merci suindicate: avendo normative diverse in ogni paese e per diverse modalità di trasporto, il commercio internazionale di sostanze chimiche verrebbe seriamente ostacolato, se non reso impossibile e pericoloso.
Le merci pericolose sono inoltre soggette a disposizioni in materia di trasporto, luogo di lavoro, stoccaggio, protezione dei consumatori e dell'ambiente, per prevenire incidenti a persone, cose o ambiente, ad altre merci o ai mezzi di trasporto impiegati.
Per garantire la coerenza tra tutti questi sistemi normativi, le Nazioni Unite hanno sviluppato meccanismi per l'armonizzazione dei criteri di classificazione dei pericoli e degli strumenti di comunicazione e per le condizioni di trasporto per tutti i modi di trasporto, comprese adeguate etichettature e marcature.
Questi strumenti di armonizzazione hanno il duplice obbiettivo di:
- facilitare l'identificazione e garantire il trasporto, la manipolazione e l'uso sicuri, e
- prevenire, per quanto possibile, gli incidenti a persone o cose, o danni all'ambiente.[5]

## Normativa ed organismi internazionali sul trasporto di merci pericolose su strada
A livello mondiale, presso l'ECOSOC (Consiglio economico e sociale delle Nazioni Unite) è costituito il "Comitato di esperti sul trasporto di merci pericolose e sul sistema globale armonizzato di classificazione ed etichettatura delle sostanze chimiche" a cui l'UNECE fornisce servizi di segreteria. A sua volta, il comitato si suddivide in due sottocomitati, ciascuno dei quali responsabile di una distinta regolamentazione:
- il “Sottocomitato di esperti sul trasporto di merci pericolose” (Sottocomitato TDG) che emana le “Raccomandazioni delle Nazioni Unite sul trasporto di merci pericolose. Modello di Regolamento” detto anche “libro arancione” (Orange Book). e
- il "Sottocomitato di esperti sul sistema globale armonizzato di classificazione ed etichettatura delle sostanze chimiche" (Sottocomitato GHS) che pubblica il "Sistema globale armonizzato di classificazione ed etichettatura delle sostanze chimiche (GHS)" noto anche come "libro viola" (Purple Book)[3][8]

Le raccomandazioni formulate dal Comitato sono applicate in tutto il mondo e contribuiscono al raggiungimento di uno sviluppo sostenibile nelle sue dimensioni economica, sociale e ambientale.
Il Comitato e i suoi sottocomitati sono organi sussidiari dell'ECOSOC composti da esperti designati dai Governi.
Dalle Raccomandazioni contenute nell'Orange Book elaborate dal Sottocomitato TDG derivano poi, differenziate per ciascuna modalità di trasporto, altre specifiche e dettagliate normazioni sotto l'egida di differenti organizzazioni internazionali:
- Il Codice IMDG[10] dell'IMO[11] (Organizzazione marittima internazionale)
- Le istruzioni tecniche[12] dell'ICAO (Organizzazione internazionale dell'aviazione civile)[13]
- Accordi internazionali relativi al trasporto di merci pericolose su strada, ferrovia e vie navigabili interne:
  - Strada: ADR[14] (UNECE)
  - Ferrovia: RID[15] (OTIF[16] - Organizzazione intergovernativa per i trasporti internazionali per ferrovia)
  - Vie navigabili interne: ADN[17] (UNECE)

Ogni due anni, le organizzazioni internazionali che si occupano del trasporto di merci pericolose con tutti i modi aggiornano il proprio strumento giuridico per dare attuazione alle raccomandazioni adottate dal Comitato. Questo lavoro viene svolto in modo coordinato per consentire l'entrata in vigore simultanea delle disposizioni per tutti i modi di trasporto.
In seno all'UNECE, il compito di sviluppare ed aggiornare periodicamente l'ADR e l'ADN è affidato al Gruppo di lavoro (Working Party 15) sul trasporto di merci pericolose per quanto concerne i trasporti terrestri.
Il Gruppo di lavoro inoltre forma due Riunioni congiunte con altri organismi, ovvero:
- Riunione congiunta RID/ADR/ADN) (WP.15/AC.1) riunione congiunta del comitato di esperti RID per il trasporto di merci pericolose dell'Organizzazione intergovernativa per i trasporti internazionali per ferrovia (OTIF) e WP.15; e la
- Riunione congiunta di esperti sui regolamenti allegati all'Accordo europeo relativo al trasporto internazionale di merci pericolose per vie navigabili interne (ADN) (Comitato per la sicurezza dell'ADN - WP.15/AC.2)  in collaborazione con la Commissione Centrale per la Navigazione del Reno (CCNR), con la possibilità di coinvolgimento futuro anche della Commissione per il Danubio.
Questo procedimento congiunto permette di avere un efficace coordinamento fra le diverse discipline; Pertanto le normative ADR/ADN e RID sono fra di loro sostanzialmente equivalenti, salvo le diverse particolarità delle modalità di trasporto.
Infine, le normative sul trasporto delle merci pericolose sopra esposte sono coadiuvate sia con il Manuale delle Prove e dei Criteri delle Nazioni Unite, sia con le Norme per il trasporto sicuro di materiale radioattivo dell'IAEA, nonché, alla Convenzione di Basilea sul controllo dei movimenti oltre frontiera di rifiuti pericolosi e sulla loro eliminazione del 1989.

## Normativa europea sul trasporto di merci pericolose su strada
La normativa sul trasporto interno delle merci pericolose ADR (ma anche di riflesso quelle dell'ADN e del RID) è stata accolta nell'ordinamento europeo per mezzo della Direttiva 2008/68/CE del Parlamento europeo e del Consiglio del 24 settembre 2008.
In parallelo, dal punto di vista della legislazione chimica, in attuazione del GHS sono stati introdotti il Regolamento (CE) n. 1272/2008 del Parlamento europeo e del Consiglio del 16 dicembre 2008, relativo alla classificazione, all'etichettatura e all'imballaggio delle sostanze e delle miscele (CLP) ed il suo complementare Regolamento (CE) n. 1907/2006 del Parlamento europeo e del Consiglio del 18 dicembre 2006 concernente la registrazione, la valutazione, l'autorizzazione e la restrizione delle sostanze chimiche (REACH).
Sotto un'altra visuale, il trasporto secondo normativa ADR assume come base le norme generali sull'autotrasporto stradale fissate dall'Unione europea. Il principale caposaldo sono sicuramente il Regolamento (CE) n. 1071/2009 del Parlamento europeo e del Consiglio, del 21 ottobre 2009, che stabilisce norme comuni sulle condizioni da rispettare per esercitare l’attività di trasportatore su strada e il Regolamento (CE) n. 1072/2009 del Parlamento europeo e del Consiglio, del 21 ottobre 2009, che fissa norme comuni per l’accesso al mercato internazionale del trasporto di merci su strada. In seconda battuta il Regolamento (CE) n. 561/2006 in materia di periodi di guida, interruzioni e periodi di riposo ed il Regolamento (UE) n. 165/2014 relativo ai tachigrafi nel settore dei trasporti su strada
Le diverse qualità merceologiche dei prodotti hanno spinto inoltre il legislatore europeo ad adottare una serie di provvedimenti differenti per delle specifiche categorie di merci pericolose (esplosive, radioattive, rifiuti etc.), con cui l'ADR deve rapportarsi anche dal punto di vista amministrativo ed autorizzativo, non solo tecnico.
Per quanto riguarda le materie esplosive, l'UE ha emanato la Direttiva 2014/28/UE del Parlamento europeo e del Consiglio, del 26 febbraio 2014, concernente l’armonizzazione delle legislazioni degli Stati membri relative alla messa a disposizione sul mercato e al controllo degli esplosivi per uso civile.
In aggiunta, gli articoli pirotecnici osservano la Direttiva 2013/29/UE del Parlamento europeo e del Consiglio, del 12 giugno 2013, concernente l’armonizzazione delle legislazioni degli Stati membri relative alla messa a disposizione sul mercato di articoli pirotecnici, mentre le sostanze "precursori di esplosivi" sono elencate e disciplinate nell'apposito Regolamento (UE) 2019/1148 del Parlamento europeo e del Consiglio, del 20 giugno 2019, relativo all’immissione sul mercato e all’uso di precursori di esplosivi
Le merci radioattive invece, trovano spazio nella Direttiva 2013/59/Euratom del Consiglio, del 5 dicembre 2013, che stabilisce norme fondamentali di sicurezza relative alla protezione contro i pericoli derivanti dall’esposizione alle radiazioni ionizzanti
I rifiuti pericolosi sono disciplinati anche dalla Direttiva 2008/98/CE del Parlamento europeo e del Consiglio, del 19 novembre 2008, relativa ai rifiuti e dalla Decisione della Commissione 2000/532/CE, del 3 maggio 2000 che istituisce il Catalogo Europeo dei Rifiuti . In ambito delle spedizioni transfrontaliere, il riferimento è il Regolamento (CE) n. 1013/2006 del Parlamento europeo e del Consiglio, del 14 giugno 2006, relativo alle spedizioni di rifiuti.
Nell'utilizzo dei mezzi di trasporto e delle apparecchiature, sono da citare le concordanze con la Direttiva 2010/35/UE del Parlamento europeo e del Consiglio, del 16 giugno 2010 (T-PED), in materia di attrezzature a pressione trasportabili (recipienti a pressione, cisterne etc.), e le direttive ATEX (ATEX 114 relativa alle apparecchiature; ATEX 153 relativa ai luoghi di lavoro)
In aggiunta, la normativa ADR rispecchia anche un insieme di normative tecniche relativi ad alcuni standard ISO EN ed ai Regolamenti ECE/ONU (in particolar modo i n.110, n.111 ed il n. 105)

## Normativa italiana sul trasporto di merci pericolose su strada
Le normativa internazionali ed europee sopra indicate sono importate nel diritto nazionale attraverso una serie di atti legislativi. Per quanto riguarda l'ADR, il legislatore italiano ha riformato la disciplina ed emanato il D.lgs. 27 gennaio 2010, n. 35 (attuazione della direttiva 2008/68/CE, relativa al trasporto interno di merci pericolose).
Ciononostante, la disciplina ADR risulta pienamente operativa nell'ordinamento italiano già dal 1º gennaio 1997, per mezzo del D.M. del Ministro dei Trasporti e della Navigazione del 4 settembre 1996. Infatti, in recepimento della vecchia Direttiva 94/55/CE, a partire da quella data le prescrizioni ADR valgono non solo per i trasporti internazionali, ma anche per i trasporti eseguiti nel territorio nazionale.
Così come in campo internazionale ed europeo, sono tutelati le discipline complementari di particolari tipologie di merci pericolose. In particolare si possono menzionare: 
- Gas tossici - Regio Decreto 9 gennaio 1927, n. 147[48]; Decreto Ministeriale 9 maggio 1927  e Decreto Ministeriale 6 febbraio 1935, nonché il Testo Unico delle Leggi di Pubblica Sicurezza[49] (T.U.L.P.S. - Regio Decreto 18 giugno 1931, n. 773 e suo regolamento di attuazione[50]);
- Esplosivi e articoli pirotecnici - T.U.L.P.S. (Allegato C, cap. 1 Regolamento d'Esecuzione); Legge 18 aprile 1975, n. 110[51];Decreto Legislativo 19 maggio 2016, n. 81[52]; Decreto Legislativo 29 luglio 2015, n. 123[53].
- Rifiuti Pericolosi -  Decreto Legislativo 3 aprile 2006, n. 152 (TUA, Testo Unico Ambientale)[54]; Decreto Ministeriale del 03/06/2014 n.120 (Regolamento di disciplina Albo Nazionale Gestori Ambientali)[55]
- Materie Radioattive[56]- Decreto Legislativo 31 luglio 2020, n. 101[57].

Oltre a ciò, la disciplina ADR è collegata con il Codice della Strada attraverso le disposizioni dell'art. 168 (Disciplina del trasporto su strada dei materiali pericolosi) e con le norme generali dell'autotrasporto (Legge 6 giugno 1974, n. 298 e Decreto Legislativo 21 novembre 2005, n. 286).
Per di più, a titolo di completezza, sono da citare sicuramente le norme complementari relative agli obblighi di nomina ed esenzione di nomina del Consulente per la sicurezza ADR (DGSA - Dangerous Good Safety Advisor), ovvero il Decreto Legislativo 4 febbraio 2000, n. 40 ed il successivo Decreto Ministeriale 4 luglio 2000.

## Struttura dell'ADR
L'ADR in sé è relativamente breve e di facile lettura, constatando di soli 17 articoli ed un Protocollo di firma. La quasi totalità delle disposizioni per il trasporto su strada delle merci pericolose sono indicate invece nei corposi allegati A e B, i quali ai sensi dell'art. 3 sono parti integranti dell'Accordo stesso. I due allegati sono strutturati nell'insieme in 9 Parti così distribuite:
Allegato A: Disposizioni generali e disposizioni riguardanti articoli e sostanze pericolosi
- Parte 1 -  Disposizioni generali
- Parte 2 -  Classificazione
- Parte 3 -  Elenco delle merci pericolose, disposizioni speciali ed esenzioni relative a quantità limitate ed esenti
- Parte 4 -  Disposizioni per l'imballaggio e le cisterne
- Parte 5 -  Procedure di spedizione
- Parte 6 -  Requisiti per la costruzione e il collaudo di imballaggi, contenitori intermedi per il trasporto alla rinfusa (GRV), grandi imballaggi, cisterne e contenitori per il trasporto alla rinfusa
- Parte 7 -  Disposizioni relative alle condizioni di trasporto, carico, scarico e movimentazione

Allegato B: Disposizioni relative ai mezzi di trasporto e alle operazioni di trasporto
- Parte 8 -  Requisiti per il personale di bordo, le attrezzature, il funzionamento e la documentazione
- Parte 9 -  Requisiti relativi alla costruzione e all'omologazione dei veicoli.

Ogni Parte è suddivisa in capitoli, che a loro volta sono costituiti da sezioni e sottosezioni.
l'Accordo, in seguito alle recenti adesioni del 2022 di Armenia e Uganda, conta 54 Paesi aderenti, ed il suo testo è redatto in tre lingue ufficiali: inglese, francese e russo, tutte aventi pari valore. Periodicamente ed in genere a cadenza biennale, le prescrizioni contenute sono aggiornate al progresso tecnico-scientifico, entrando in vigore negli anni dispari attraverso un meccanismo che determina una fase transitoria di 6 mesi.
Per descrivere un esempio attuale, l'ADR 2023 entra in vigore ufficialmente il 1º gennaio 2023, in sostituzione della versione del 2021. Tuttavia, la nuova disciplina per un semestre sarà applicabile su base strettamente volontaria, convivendo con la precedente normativa del 2021: dal 1º luglio 2023 dovrà essere adottata invece in maniera obbligatoria.
In aggiunta per facilitare e raccordare le differenti versioni dell'Accordo, nel cap. 1.6 sono inserite molteplici norme transitorie con delle scadenze prestabilite. Per di più, una o più Parti Contraenti possono stabilire delle deroghe alle condizioni di trasporto ADR, nel rispetto della sicurezza ed attraverso l'adozione di Accordi Bilaterali o Multilaterali.
Ogni Paese aderente all'Accordo nomina una o più Autorità competente per delineare gli aspetti del trasporto delle merci pericolose;  Per quanto concerne l'Italia essi sono il Ministero delle Infrastrutture e dei Trasporti e l'Ispettorato nazionale per la sicurezza nucleare e la radioprotezione.

## Accordo relativo al trasporto internazionale su strada delle merci pericolose (art. 1 - art. 17)
Il testo dell'Accordo innanzitutto esordisce con tre fondamentali definizioni di "veicolo", di "merci pericolose" e di "trasporto internazionale" (art. 1). Più precisamente:
"Ai fini del presente Accordo, si intendono:
- a.  per «veicoli», gli autoveicoli, i veicoli articolati, i rimorchi e i semirimorchi, definiti dall’articolo 4 della Convenzione sulla circolazione stradale in data 19 settembre 1949, ad eccezione dei veicoli che appartengono alle Forze Armate di una Parte contraente o che si trovano sotto la responsabilità di queste Forze Armate;
- b.  per «merci pericolose», le materie e gli oggetti dei quali gli allegati A e B proibiscono il trasporto internazionale su strada o l’autorizzano soltanto a determinate condizioni;
- c.  per «trasporto internazionale», ogni trasporto effettuato sul territorio di almeno due Parti contraenti con i veicoli definiti al precedente punto a."

Di pari passo nell'art. 2 viene stabilito che "...le merci pericolose, delle quali l’allegato A esclude il trasporto, non devono formare oggetto di trasporto internazionale". Le altre tipologie di merci sono invece autorizzate al trasporto internazionale se soddisfano le condizioni degli allegati A e B.
Resta fermo in aggiunta che le Parti contraenti conservino il diritto di disciplinare o di proibire, per ragioni diverse dalla sicurezza del trasporto, l’ammissione di merci pericolose nel proprio territorio (art. 4)

## La Tabella nominativa A
Il fulcro su cui si basa tutta la disciplina ADR è sicuramente la Tabella nominativa A, contenuta nel capitolo 3.2.1. Essa funge da elenco ufficiale delle merci pericolose, inserite per numero ONU crescente. Inoltre, il Segretariato UNECE, in concerto con l’IRU (Unione internazionale dei trasporti stradali), ha predisposto la Tabella B nel capitolo 3.2.2, in cui le merci pericolose sono elencate invece in ordine alfabetico (associate comunque sempre ad un numero ONU).
Quindi lo scopo delle due Tabelle è sicuramente quello di offrire un valido ed univoco aiuto per la classificazione, l'etichettatura, l’imballaggio ed il trasporto delle merci pericolose, delineandone dunque la cornice normativa.
Si tenga presente comunque che delle la Tabella B non fa parte formalmente dell’Accordo, poiché il suo obbiettivo è solo quello di facilitare la consultazione della Tabella A, la quale assume perciò il ruolo di unico riferimento giuridico ufficiale in caso di discordanza fra le due liste.
La Tabella A è formata da 23 colonne, compilate con precise informazioni espresse tramite codici alfanumerici, ognuno con un particolare significato prescrittivo.
| Numero colonna | Informazione                                                                   | Capitolo ADR di riferimento |
| -------------- | ------------------------------------------------------------------------------ | --------------------------- |
| 1              | Numero identificativo della sostanza (Numero ONU)                              | Tabella A e B cap. 3.2      |
| 2              | Nome identificativo della sostanza e descrizione di trasporto                  | cap. 3.1.2                  |
| 3a             | Classe di pericolo                                                             | cap. 2.2                    |
| 3b             | Codice di classificazione                                                      | cap. 2.2                    |
| 4              | Gruppo di imballaggio                                                          | cap. 2.1.1.3                |
| 5              | Etichette di pericolo                                                          | cap. 5.2.2                  |
| 6              | Disposizioni speciali per specifiche sostanze                                  | cap. 3.3                    |
| 7a             | Quantità limitate per esenzione totale                                         | cap. 3.4                    |
| 7b             | Quantità esenti per esenzione totale                                           | cap. 3.5                    |
| 8              | Istruzioni di imballaggio                                                      | cap. 4.1.4                  |
| 9a             | Disposizioni speciali di imballaggio                                           | cap. 4.1.4                  |
| 9b             | Imballaggio in comune                                                          | cap. 4.1.10                 |
| 10             | Istruzioni per cisterne mobili                                                 | cap. 4.2.5.2 e cap. 7.3.2   |
| 11             | Disposizioni speciali per cisterne mobili                                      | cap. 4.2.5.3                |
| 12             | Codici cisterna                                                                | cap. 4.3                    |
| 13             | Disposizioni speciali per le cisterne                                          | cap. 4.3.5 e cap. 6.8.4     |
| 14             | Codice veicoli per trasporto cisterne                                          | cap. 9.1.1.2                |
| 15             | Categoria di trasporto (esenzioni parziali) Codice di restrizioni per gallerie | cap. 1.1.3.6 cap. 8.6       |
| 16             | Disposizioni sul trasporto in colli                                            | cap. 7.2.4                  |
| 17             | Disposizioni sul trasporto alla rinfusa                                        | cap. 7.3.3                  |
| 18             | Disposizioni su carico, scarico e movimentazione delle materie                 | cap. 7.5.11                 |
| 19             | Prescrizioni supplementari di trasporto                                        | cap. 8.5                    |
| 20             | Numero di identificazione pericolo (Numero di Kemler)                          | cap. 5.3.2.3                |

## Classificazione delle sostanze pericolose
La pericolosità dei vari materiali viene definita in base ai rischi che le sostanze rivestono nei confronti delle persone e dell'ambiente; la suddivisione iniziale è in classi:
- Classe 1 Materiali e sostanze esplosive
- Classe 2 Gas
- Classe 3 Liquidi infiammabili
- Classe 4.1 Materie solide infiammabili
- Classe 4.2 Sostanze soggette ad auto combustione
- Classe 4.3 Sostanze che, a contatto con l'acqua, sprigionano gas infiammabili
- Classe 5.1 Materie comburenti
- Classe 5.2 Perossidi organici
- Classe 6.1 Sostanze tossiche
- Classe 6.2 Prodotti infettivi
- Classe 7 Materiali radioattivi
- Classe 8 Materiali corrosivi
- Classe 9 Materiali con pericolosità varia e pericolosi per l'ambiente

## Gruppi di imballaggio
Alcune classi sopra elencate possiedono uno specifico gruppo di imballaggio assegnato in relazione al grado di pericolosità della materia, così come specificato nel cap. 2.2 ADR. Si possono distinguere tre categorie, a cui sono associati tre tipi di codici alfanumerici, nei quali figurano delle determinate lettere di riconoscimento:
- gruppo I (alta pericolosità), lettera X;
- gruppo II (media pericolosità), lettera Y;
- gruppo III (bassa pericolosità), lettera X.

In base a questa suddivisione, un imballaggio a cui sia stata assegnata la lettera X è idoneo per l'utilizzo anche nei gruppi II e III, oltre che per il gruppo I. Proseguendo, un imballaggio con l'attributo della lettera Y è conforme all'uso solo per i gruppi II e III, mentre un imballaggio riferibile alla lettera X può essere utilizzato solo nell'ambito del gruppo III.
Le classi 1,2,5.2,6.2,7,4.1 (relativamente alle sostanze autoreattive), e 5.1 (in riferimento alle sostanze autoreattive) non possiedono un codice di classificazione, poiché seguono un approccio alternativo.
Il gruppo di imballaggio è indicato nel documento di trasporto ADR qualora assegnato, preceduto facoltativamente dalla sigla GI oppure PG (packaging group).

## Pittogrammi ADR
I pittogrammi ADR per i rischi chimici si basano sui Pittogrammi di trasporto GHS e sui Pittogrammi di trasporto non GHS:

1 Esplosivi
2.1 Gas infiammabili
2.2 Gas non tossici e non infiammabili
2.3 Gas velenosi
3 Liquidi infiammabili
4.1 Solidi infiammabili
4.2 Spontaneamente combustibili
4.3 Pericoloso quando bagnato
5.1 Ossidanti
5.2 Perossidi organici
6.1 Veleno
6.2 Sostanze infettive
7 Radioattivo
8 Corrosivo
9 Varie sostanze pericolose
9A Batterie agli ioni di litio

## Riconoscimento dei materiali pericolosi
Al fine di consentire un riconoscimento immediato delle merci pericolose indipendentemente dal termine tecnico utilizzato nella descrizione o della lingua utilizzata, ad ogni sostanza è stato abbinato un codice univoco UN che la identifica senza ombra di dubbio.
Ad esempio, in tutto il mondo il codice UN1333 identificherà il Cerio e lo classificherà tra le sostanze della classe 4.1.

## Esenzioni
Esistono tre tipi di esenzioni:

### Esenzione totale merci pericolose imballate in quantità limitate
Ad ogni numero ONU, e quindi ad ogni merce pericolosa, è associato un codice LQX (dove X è un numero da 0 a 28). A tale codice sono associate, in una tabella specifica al capitolo 3.4 della normativa, alcune modalità di imballaggio della merce stessa (sia come tipologia di imballaggio che come quantitativi massimi) che, se rispettate ed integrate dall'etichettatura conforme su ogni collo, permettono di considerare la merce così imballata come merce non pericolosa. In questo caso il trasporto può avvenire senza osservare tutte le prescrizioni della normativa (ad esempio, obbligo del certificato di formazione professionale del conducente, obbligo di segnalazione del veicolo, documenti di trasporto specifici, ecc.). Tale tipo di esenzione viene spesso chiamato "esenzione totale"

### Esenzione totale merci imballate in quantità esenti
Nel capitolo 3.5.1.1 e relativa tabella, ad ogni numero ONU è associato un codice EX, dove X è un numero da 0 a 5. A ogni codice corrispondono delle quantità espresse in grammi o millilitri entro i quali la merce pericolosa può viaggiare in esenzione. Tale esenzione prevede alcuni obblighi: la formazione per i soggetti del trasporto e l'applicazione dell'apposito marchio per le quantità esenti.

### Esenzione parziale
L'esenzione di questo tipo, detta anche "secondo 1.1.3.6" (dal relativo capitolo dell'ADR), "parziale", o "dei 1000 kg virtuali", è usufruibile solo in determinate condizioni. Si applica al solo trasporto di colli. Ad ogni numero ONU, e quindi ad ogni merce pericolosa, è associata una "categoria di trasporto", rappresentata con un numero da 0 a 4. Ad ognuna di queste categorie è associata la quantità massima di merce trasportabile per poter usufruire dell'esenzione secondo questo elenco:
- Categoria di trasporto 0: 0
- Categoria di trasporto 1: 20 (o 50 a seconda del numero ONU)
- Categoria di trasporto 2: 333
- Categoria di trasporto 3: 1000
- Categoria di trasporto 4: illimitata

Nel caso di trasporti di merci pericolose aventi categorie di trasporto differenti, si dovrà moltiplicare per un coefficiente correttivo, variabile a seconda della categoria di trasporto, il quantitativo trasportato delle singole merci, ed infine sommare i vari contributi. Il totale dovrà essere inferiore o uguale a 1000. Le unità di misura saranno:
- per gli oggetti, la massa lorda in kg (per gli oggetti della classe 1, la massa netta in kg della materia esplodente)
- per le materie solide, i gas liquefatti, i gas liquefatti refrigerati e i gas disciolti, la massa netta in kg
- per le materie liquide, la quantità totale delle merci pericolose contenute, in litri
- per i gas compressi, gas adsorbiti e i prodotti chimici sotto pressione, la capacità in acqua del recipiente in litri

Non superando questi quantitativi di merce caricata nella stessa unità di trasporto è possibile usufruire dell'esenzione da alcune prescrizioni, quali:
- obbligo dello speditore di fornire al trasportatore le istruzioni scritte per l'emergenza
- obbligo del trasportatore di avere a bordo dell'unità di trasporto gli equipaggiamenti specifici richiesti dall'ADR e dalle istruzioni di sicurezza, con l'esclusione di un estintore da 2 kg di polvere A, B, C
- obbligo di conducente in possesso di certificato di formazione professionale ADR
- obbligo di segnalazione del veicolo

Permangono gli obblighi relativi all'idoneità degli imballaggi ("imballaggi omologati"), alla loro etichettatura e segnalazione e al documento di trasporto, che deve essere compilato secondo quanto previsto dalla norma per trasporti non in esenzione con l'aggiunta dell'indicazione "Quantità non superiori ai limiti di esenzione previsti al 1.1.3.6"